# صوفی‌وند (کرمانشاه)
صوفی‌وند (کرمانشاه)، روستایی از توابع بخش کوزران شهرستان کرمانشاه در استان کرمانشاه ایران است.

## جمعیت
این روستا در دهستان هفت‌آشیان قرار دارد و براساس سرشماری مرکز آمار ایران در سال ۱۳۸۵، جمعیت آن ۸۶ نفر (۲۱خانوار) بوده‌است.
یک شهید و سه جانباز و یک آزاده به اسم این روستا کم جمعیت در جنگ تحمیلی ایران و عراق ثبت می باشد  

## مذهب
جمعیت مردمان  روستا متشکل از شیعه های ۱۲ امامی و آیین یارسان می باشد 

## تاریخ
قدمت روستا با توجه به قرار گرفتن در دامنه کوه [قلعه قاضی کرمانشاه] که بنا بر تشخیص کارشناسان از زمان اشکانی تا کنون قدمت آن تخمین زده می شود 
```
وجود آثار باستانی و تپه های باستانی فراوان گواه بر این موضوع می باشد
```